# Live Дом спортова Загреб 1996.
Live Дом спортова Загреб 1996. је трећи уживо албум Црвене јабуке, снимљен на концерту у загребачком Дому спортова 06. децембра 1996. године, промовишући албум У твојим очима. На старту турнеје групи се прикључио гитариста Саша Залепугин, а специјални гост је био Саша Лошић.

## Састав Црвене јабуке
Црвена јабука у саставу:
- Дражен Жерић: вокал
- Дарко Јелчић: бубљеви
- Никша Братош: гитаре
- Саша Залепугин: гитаре
- Данијел Ластрић: клавијатуре
- Крешимир Каштелан: бас гитара

## Списак песама
1. „Некако с' прољећа“
2. „То ми ради“
3. „Ти знаш“
4. „Свиђа ми се ова ствар“ (Расел-Медли-Арсланагић)
5. „Бијели Божић“ (Берлин)
6. „Зову нас улице“
7. „Дирлија“
8. „Има нешто од срца до срца“
9. „Сањати“
10. „Не дам да овај осјећај оде“
11. „Сад је срце стијена“ (Фазлић)
12. „Тамо гдје љубав почиње“

Све песме је написао Златко Арсланагић, осим назначених.